# Čajot
Čajot (Sechium edule), zvaný též sladkojam jedlý, je rostlina z čeledi tykvovité. Pochází ze Střední Ameriky a je pěstován jako kulturní plodina. Z rostlin se konzumují plody, hlízy, listy a mladé výhonky. Na Madeiře se nazývá pipinela.

## Galerie

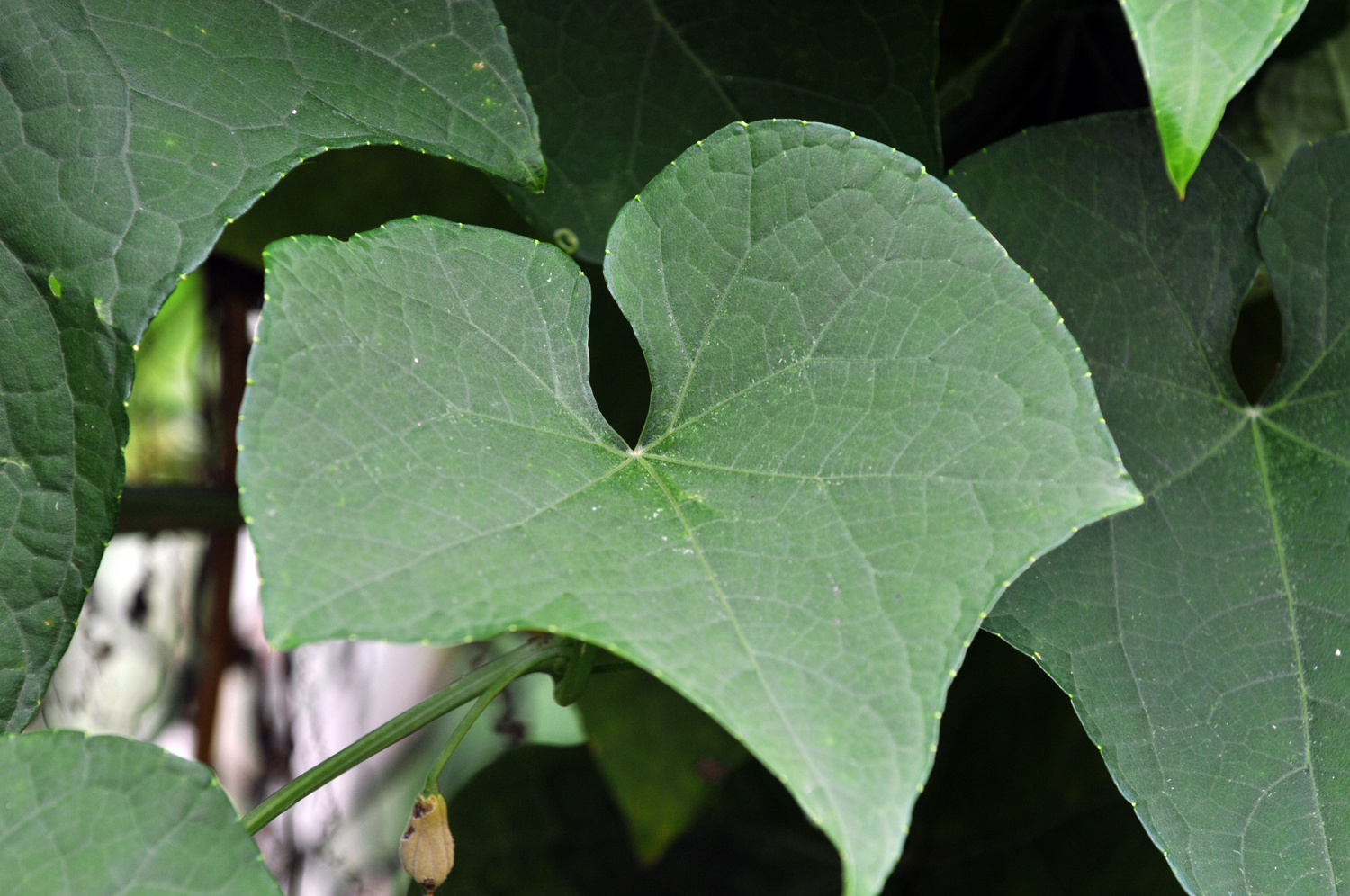
List čajotu
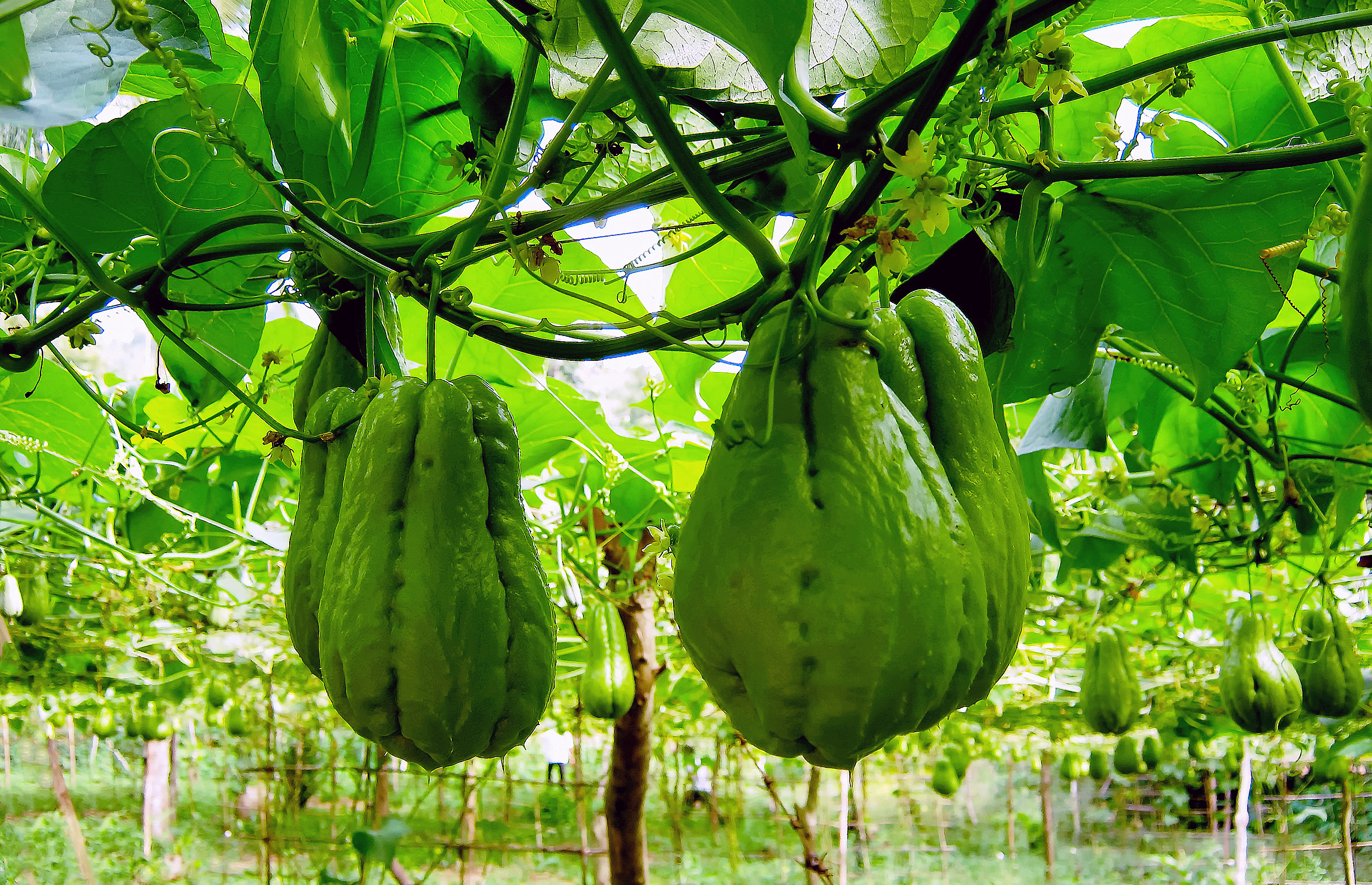
Čajot
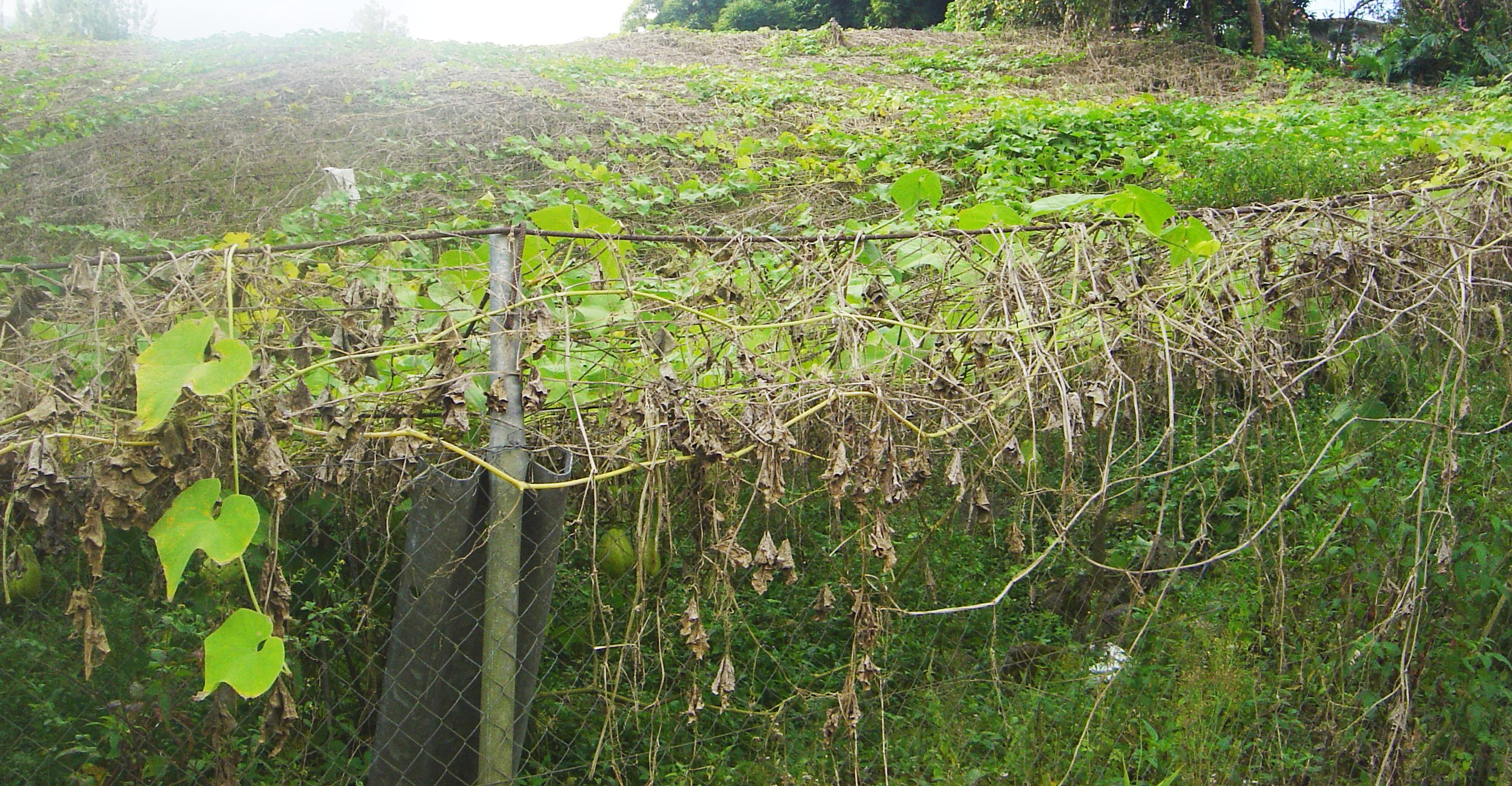
Plantáž čajotu
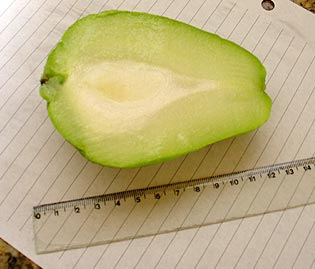
Řez plodem čajotu
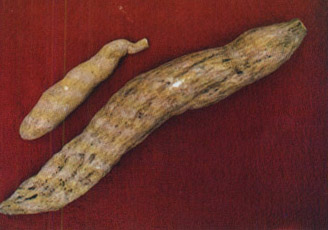
Kořenová hlíza čajotu